# Pepe Cunill
Pour les articles homonymes, voir Cunill.
Josep Cunill Clapés (parfois appelé couramment Pepe Cunill) né le 9 juillet 2001 en Espagne, est un joueur espagnol de hockey sur gazon. Il évolue au poste de milieu de terrain à l'Atlètic Terrassa et avec l'équipe nationale espagnole.
Son frère Pau Cunill est également un joueur de hockey sur gazon espagnol,.